# Nisís Pílos
Nisís Pílos är en ö i Grekland.   Den ligger i regionen Peloponnesos, i den södra delen av landet, 220 km sydväst om huvudstaden Aten.